# 이승만 (삽화가)
이승만(李承萬, 1903년 3월 21일~1975년 2월 16일)은 일제강점기 시대의 서양화가 겸 연극 무대장치 감독 및 만화가 겸 소설가 출신으로, 일제강점기와 대한민국의 신문 및 소설의 삽화가 등으로 활약을 한, 대학 교수이자 삽화 미술 교육인이었다.
본관은 태안(泰安)이며, 호(號)는 행인(杏仁)이다. 그러니 성(姓)과 호(號)를 포함하여, 이행인(李杏仁)이라고도 불리었다.
그는 한성 출생이며, 학창 시절의 계절 방학 때에 두 서양화가 고희동 선생과 김관호 선생한테 차라리 개인적인 학습까지 하면서, 결국 경성휘문고보(지금의 휘문고등학교)를 갓 졸업한 1922년 5월 당시에, 1회 선전(제1회 조선미술전람회)을 통하여, 서양화가로 첫 데뷔를 하였고, 1925년 11월 당시엔, 토월회(土月會)의 소속의 극장의 연출진(연극무대장치감독)으로 데뷔하였으나, 결국 서양화가와 연극무대장치감독 등을 모두 은퇴 및 단념 선언을 하고, 1928년 3월, 삽화가로 데뷔하였으며, 같은 해(1928년)의 7월에 《경성매일신보》의 학예부 기자로 입사하였으나, 2년 후 1930년 7월, 해당 기자 직을 사퇴로써 그만두었다. 바로 이때 당시의 《경성매일신보》의 학예부 부장 직에 있던 이가, 향토 시인이자 농촌 소설가였던 최서해(崔曙海)라는 작가였다.
1931년부터 1933년에 그만둘때까지 충남 서산보통학교 교사, 1933년부터 1935년에 그만둘때까지 전북 전주고등보통학교 미술 교사 등을 지내는 등 4년 동안 일제 시대의 조선인 교원 등을 지냈었다.
실험적인 단편 만화 소설 시도도 한 바, 1938년에는 단편 역사 만화 소설 《길섶의 들풀꽃》으로 첫 만화 소설을 시도하였으며, 1945년 8월 15일, 을유 광복(1945년 해방)과 1948년 8월 15일, 무자 광복(1948년 대한민국 정부 수립)이 도래한 이후 1956년에 두번째 단편 역사 만화 소설 《대만 국부 장개석(臺灣 國父 蔣介石)》을 끝(마지막)으로, 만화 소설가의 분야에서는 전격 절필 선언하였다.
전직 한국삽화가협회 회장 등을 지내기도 한 그는 이상범(李象範)·노수현(盧壽鉉)과 함께 대한민국 신문 삽화의 3대 거장으로 일컬어지는 인물이다.

## 주요 작품

### 서양화
- 《서구(西歐)에 트는 동》(1923년)

### 단편 역사 만화 소설
- 《길섶의 들풀꽃(춘강과 영진[1])》(1938년)[2]
- 《대만 국부 장개석(臺灣 國父 蔣介石)》(1956년)[3]

### 삽화
- 월탄 박종화 작가의 대하 역사 소설 《금삼(錦衫)의 피》의 삽화 담당(1935년)
- 월탄 박종화 작가의 대하 역사 소설 《임진왜란(壬辰倭亂)》의 삽화 담당(1957년)
- 소파 방정환 작가의 유작 추리 소설 《칠칠단의 비밀》의 삽화 담당(1962년)
- 월탄 박종화 작가의 대하 역사 소설 《세종대왕(世宗大王)》의 삽화 담당(1975년) ... 1975년 1월 6일 월요일, 삽화 미술 작가 분야에서의 은퇴작(행인 이승만 선생의 전작(일생의 역대 전편 작품)에서도 마지막 유작).

#### 대표적인 삽화
그는 1935년, 자신의 고보 선배 월탄 박종화(月灘 朴鍾和)의 대하 역사 소설 《금삼(錦衫)의 피》의 삽화를 그리면서부터, 박종화 작가와는 특히 본격 연계를 가지면서, 1975년 1월 6일에 삽화가의 분야를 전격 은퇴 선언할때까지의 그는, 월탄 작가의 해당 역사 소설 작품인 《임진왜란(壬辰倭亂)》(1954~1957)과 《세종대왕(世宗大王)》(1969~1975) 등을 비롯한 수많은 연재작 소설에 삽화를 그렸다.

## 학력
- 일제 시대 경성교동보통학교 졸업(1916년 3월)
- 일제 시대 경성휘문고등보통학교 졸업(1922년 3월)
- 일본 도쿄 가와바타 미술학교 전문학사(1927년 8월)

## 가계 및 친인척 관계

### 직계 가계
- 아버지: 이정가(李停佳, 1872년생~1934년졸) - 친조부 이기원(李基園)과 친조모 청주 이씨 부인(淸州 李氏 夫人)의 막내 외동 아들.
- 어머니: 태안 박씨 부인(泰安 朴氏 夫人, 1876년생~1940년졸) - 외조부 박달옹(朴達甕)과 외조모 공주 김씨 부인(公州 金氏 夫人)의 막내 여식.
  - 친형: 이한훈(李翰勳, 1896년생~1972년졸)
  - 형수: 상산 김씨 부인(商山 金氏 夫人, 1899년생~1971년졸)
    - 조카: 이장업(李張業) - 형 이한훈 내외의 2남 2녀 중 장남(長男).

  - 본인: 이승만(李承萬, 1903년생~1975년졸)
  - 부인: 청주 김윤숙(淸州 金潤淑, 1905년생~1968년졸)
    - 자녀: 1남 2녀

### 방계 친인척 관계
행인 이승만(杏仁 李承萬)은 결국, 미술가로서의 일생의 대부분을 삽화가로 활동하였으며, 또한 그는, 독립운동가 및 군인 겸 정치인 창석 최용덕(滄石 崔用德, 1898년 9월 19일~1969년 8월 15일) 장군의 외재종제(외종6촌 남동생)가 된다.
- 종고모부: 최익환(崔益煥, 1862년생~1928년졸) - 대한제국 육군 군의관 참령 전역자 출신의 한의사.
- 종고모님: 태안 이씨 부인(泰安 李氏 夫人, 1866년생~1935년졸)
  - 고종육촌형: 최보룡(崔寶龍, 1888년생~1965년졸)
  - 고종육촌형: 최보욱(崔保旭, 1891년생~1962년졸)
  - 고종육촌형: 최용덕(崔用德, 1898년 9월 19일~1969년 8월 15일) - 독립운동가 및 예비역 공군 중장 출신.

## 같이 보기
- 방정환(1899~1931)
- 현진건(1900~1943)
- 심훈(1901~1936)
- 박종화(1901~1981)